# Partitionsschema
Unter Partitionsschema versteht man in der EDV zwei unterschiedliche Begriffe, die mit der Aufteilung von Volumes in Partitionen zu tun haben. Der Begriff ist die deutsche Übersetzung des englischen partition scheme oder partitioning scheme.

## Partitionierung
Unter allen Betriebssystemen gebräuchlich ist das Partitionsschema als Synonym für Partitionstabelle und LVM. Dabei wird ein physikalischer Datenspeicher, ein physisches Volume, in kleinere logische Bereiche unterteilt, sogenannte Partitionen oder logische Volumes, welche von einem oder mehreren Betriebssystemen (Multi-Boot-Systemen) genutzt werden können. Während Partitionstabellen nur die Aufteilung in kleinere Partitionen vorsehen, können mit einem LVM-Partitionsschema umgekehrt mehrere physikalische Datenspeicher in eine oder mehrere größere Partitionen eingeteilt werden. Außerdem kann ein LVM dynamisch partitioniert werden – das bedeutet, dass im laufenden Betrieb Datenspeicher entfernt und hinzugefügt werden können. Unter Windows von Microsoft wird dieses Partitionsschema daher auch als „dynamische Datenträger“ bezeichnet.

## Partitionslayout
Ebenfalls gebräuchlich ist der Begriff für die Aufteilung eines Unixoiden Systems in separate Partitionen nach dem Filesystem Hierarchy Standard (FHS). Dabei werden einzelne Verzeichnisse als eigene Partitionen im System eingebunden (siehe auch Einhängepunkt), was u. a. Vorteile bei der Neuinstallation, der Datensicherung und der Optimierung einzelner Dateisysteme bringt. Unter FreeBSD wird diese Art der Partitionierung als Partitionslayout bezeichnet, unter Debian GNU/Linux als Partitionsschemata.
Bei vielen Linux-Distributionen etwa ist es üblich eine eigene Partition für das Stammverzeichnis zu verwenden, die bei einer Neuinstallation gefahrlos formatiert werden kann, da sie keine vom Anwender erstellten Dokumente enthält. Diese wiederum müssen, damit die vorherige Aussage stimmt, auf einer separaten Partition für die Benutzerverzeichnisse liegen, die unter /home eingebunden wird. Ebenso können u. a. auch /usr/local für lokale Installationen, /opt für zusätzliche Distributions-fremde Installationen, oder sogar z. B. /var als eigene Partitionen eingebunden werden. Da durch häufiges Schreiben von Logdateien das Dateisystem der /var-Partition stark fragmentieren kann, hat dieser Effekt durch die eigene Partition keine Auswirkung auf die anderen Partitionen und deren Dateisysteme. Genauso verhält es sich mit Swap-Partitionen.
Unter macOS lässt sich im Festplattendienstprogramm die Anzahl von zu erstellenden Partitionen im Reiter „Partitionslayout“ auswählen.

## Andere Bedeutungen

### MSSQL
Unter Microsoft SQL Server gibt es diverse Funktionsaufrufe, die den Wortlaut PARTITION SCHEME enthalten. Diese erstellen, modifizieren oder löschen eine Partition einer SQL-Datenbank.